# Festen
Festen – duńsko-szwedzki dramat filmowy z 1998 roku w reżyserii Thomasa Vinterberga. Był to pierwszy film zrealizowany zgodnie z założeniami Dogmy 95, artystycznego manifestu duńskiej awangardowej grupy twórców filmowych. Obraz zdobył Nagrodę Jury na 51. MFF w Cannes.
Festen opowiada historię rodzinnego spotkania z okazji 60. urodzin głowy domu, które szybko przeradza się w czarną komedię o śmierci, traumie i relacjach rodzinnych. Zdjęcia kręcono w posiadłości Skjoldenæsholm k. Ringsted (region Zelandia).
Na podstawie filmu powstał spektakl Uroczystość w reżyserii Grzegorza Jarzyny wystawiany od 2001 roku w TR Warszawa. 

## Obsada
- Ulrich Thomsen jako Christian
- Henning Moritzen jako Helge
- Thomas Bo Larsen jako Michael
- Paprika Steen jako Helene
- Birthe Neumann jako Else
- Trine Dyrholm jako Pia

## Nagrody
Film Independent (1999):
- najlepszy film zagraniczny (Thomas Vinterberg)

51. MFF w Cannes (1998):
- Nagroda Jury (Thomas Vinterberg)

Europejska Nagroda Filmowa (1998):
- europejskie odkrycie roku - Prix Fassbinder (Thomas Vinterberg)

Stowarzyszenie Krytyków Filmowych z Los Angeles 1998:
- najlepszy film zagraniczny

Stowarzyszenie Nowojorskich Krytyków Filmowych (NYFCC) 1998:
- najlepszy film zagraniczny